# Памятник Николаю Копернику (Вроцлав)
Памятник Николаю Копернику во Вроцлаве Нижнесилезское воеводство (Польша).
Автор — скульптор Леон Подсядлый. Открыт в 1974 году, в честь 500-летия великого астронома, математика, автора гелиоцентрической системы мира, положившей начало первой научной революции.
Инициаторами создания памятника выступили члены Общества любителей Вроцлава и Общества любителей астрономии.
Статуя изготовлена из искусственного камня в форме стилизованного силуэта Коперника с макетом гелиоцентрической системы мира, увенчанной бюстом астронома.
В 1977 году на памятнике была установлена мемориальная доска с надписью: «Вроцлав Николаю Копернику 1473—1543 гг.»